# Catocala verilliana
Catocala verilliana là một loài bướm đêm trong họ Erebidae.